# Landnámabók

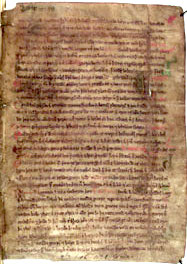
Pàgina del manuscrit de la Landnáma guardada a l'Institut Árni Magnússon de Reykjavík, Islàndia

Landnámabók (Llibre de l'assentament, Llibre de l'establiment o Llibre de la colonització, sovint designat abreujadament amb la forma Landnáma), o Liber de occupatione Islandiae (com s'intitula la versió llatina corresponent), és un manuscrit islandès medieval que descriu detalladament l'assentament o establiment (landám) a Islàndia d'uns 400 colons, bàsicament noruecs entre els anys 870 i 930 dC. La versió original de la Landnámabók no s'ha conservat. Fou compilada possiblement en algun moment de la segona meitat del segle xi i se suposa que el compilador fou el famós Ari Þorgilsson inn fróði (1068–1148) o, si més no, que ell en va participar decisivament en la redacció.
Comença amb l'establiment d'Ingólfur Arnarson a Reykjavík i les seves reclamacions de la terra cap al nord, oest, est i sud. Després passa a descriure els descendents dels colons originals i narra els fets més destacats en la història de les seves famílies durant el segle xi. S'hi descriuen més de 3.000 persones i 1.400 assentaments o establiments diferents. La Landnámabók enumera 435 persones com a colons originaris, la majoria dels quals van establir-se al nord-est i sud-oest de l'illa.
La Landnámabók continua sent actualment una font de valor inestimable per al coneixement de la història i la genealogia de la població islandesa. Actualment, se'n conserven cinc versions medievals:
- Sturlubók, de Sturla Þórðarson. El manuscrit medieval, en pergamí, es va cremar durant el gran incendi de Copenhaguen del 1728. Es conserva gràcies a una còpia en paper que va fer Jón Erlendsson al segle xvii.
- Hauksbók, còpia deguda a Haukr Erlendsson -que dona nom al manuscrit o Llibre d'Haukr-. El text depèn bàsicament de la versió oferta pel Sturlubók. Haukr Erlendsson va copiar el llibre vers el 1299. Només se'n conserven 18 fulls del manuscrit original, encara que n'hi ha una còpia sencera en paper deguda a Jón Erlendsson, del segle xvii. N'hi ha també una versió, ja perduda, de Styrmir Kárason.
- Melabók, de Snorri Markússon (feta vers el 1272), lǫgmaðr de Melar (d'on ve el nom del manuscrit), a la Borgarfjarðarsýsla.
- Skarðsárbók, còpia en paper de la primera meitat del segle xvii feta per Björn Jónsson a Skarðsá, d'on ve el nom del manuscrit.
- Þórðarbók, també còpia en paper del segle xvii feta per Þórður Jónsson, prebost d'Hítardalur.